# Bankovka pět set korun českých

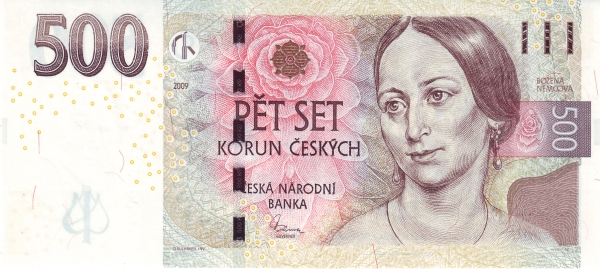
500 korun českých – líc

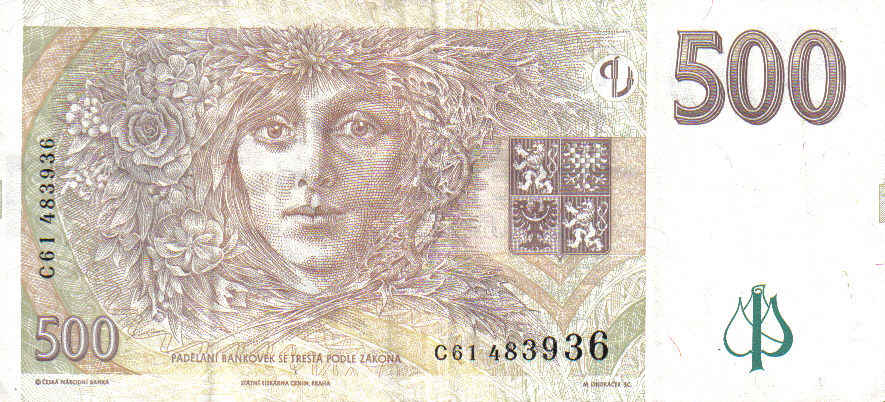
500 korun českých – rub

Bankovka pět set korun českých, tedy bankovka o hodnotě 500 Kč (lidově též pětistovka), je třetí nejnižší českou bankovkou. Na líci je známá česká spisovatelka Božena Němcová a květ růže, na rubu pak hlava dívky s kvítím a trním. Bankovka má hnědo-růžovo-červené barvy a v pravém horním rohu má na lícní straně značku pro nevidomé, jež má podobu tří svislých čar. Navrhl ji český malíř a grafik Oldřich Kulhánek, autor všech současných českých bankovek. Nynější vzor je v oběhu od 1. dubna 2009, tiskne jej STC Praha.

## Rozměry
Bankovka má rozměry 152 x 69 mm, je tedy stejně vysoká, ale širší, než bankovky 100 a 200 korun. Tolerance je ± 1,5 mm, šířka kuponu 41 mm.

## Vzory

### Vzor 2009
Vzor 2009 je v oběhu od 1. 4. 2009. Od starších vzorů z let 1993, 1995 a 1997 se liší modernějšími a četnějšími bezpečnostními prvky i odlišnou stylizací vodoznaku doplněného o svislou hodnotovou číslici "500". Část bankovek vzoru 2009 z písmenné série G vykazuje výrobní chybu v podobě vzájemně rozdílného svislého a horizontálního číslovače. Odhadovaný počet takto poznamenaných bankovek vyrobených v STC Praha lehce přesahuje 20 000 kusů z celé emise.

### Vzor 1997
Vzor byl v oběhu od 18. 3. 1998 do 30. 6. 2022, výměna je možná od 1. 7. 2022 do 30. 6. 2024 ve všech bankách provádějících pokladní operace a od 1. 7. 2024 pouze v ČNB.

### Vzor 1995
Vzor byl v oběhu od 14. 8. 1996 do 30. 6. 2022, výměna je možná od 1. 7. 2022 do 30. 6. 2024 ve všech bankách provádějících pokladní operace a od 1. 7. 2024 pouze v ČNB.

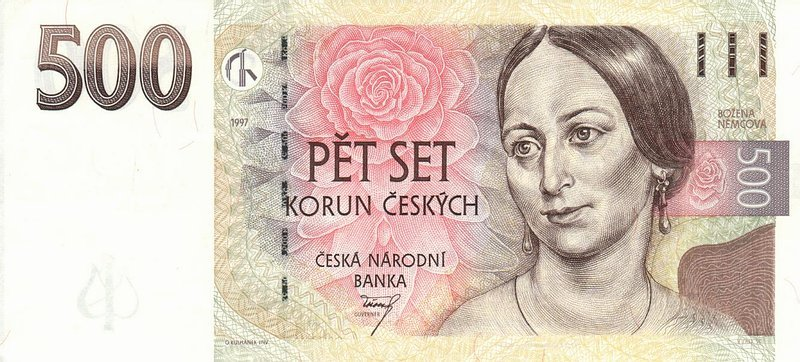
500 korun českých – líc, vzor 1997

### Vzor 1993
Byl v oběhu od 21. 7. 1993 do 31. 1. 2007. Výměna je možná od 1. 2. 2010 do odvolání na pobočkách ČNB.
Vzor nemá grafický symbol zlatého květu uprostřed růže, na rozdíl od ostatních nebyl tištěn Státní tiskárnou cenin v Praze, ale tiskárnou Thomas De La Rue v Anglii.